# 新白岡
新白岡（しんしらおか）は、埼玉県白岡市の町丁。現行行政地名は新白岡一丁目から新白岡九丁目。住居表示未実施地区。郵便番号は349-0212。

## 地理
埼玉県東部、白岡市北部に位置する。北東側から南東側にかけて白岡市高岩に、南側で白岡市上野田と高岩の飛地に、南西側で白岡市野牛の飛地に、北西側で白岡市篠津に、西側から北側にかけて白岡市野牛に、北側で久喜市太田袋に隣接する。中央西寄りを東日本旅客鉄道（JR東日本）宇都宮線が通り、北西部に新白岡駅がある。新白岡六丁目および九丁目の南西縁を埼玉県道162号蓮田白岡久喜線が通る。東部は「白岡ニュータウン」の名で民間による宅地開発が行われ、新白岡駅周辺を含めた西部は土地区画整理事業により都市基盤整備が行われた。新白岡三丁目のごく一部が市街化調整区域に指定されており、それ以外は全域が市街化区域に指定されている。主に住宅地域となっている。

### 河川
- 姫宮落川
- 笠原沼用水
- 白石様堀

### 地価
住宅地の地価は、2023年（令和5年）1月1日時点の公示地価によれば、新白岡八丁目3番14の地点で110,000円/m2、新白岡二丁目20番6の地点で96,800円/m2となっている。

## 歴史
総合地所により、1968年（昭和43年）から白岡ニュータウン建設のための本格的な用地買収が開始された。1987年（昭和62年）2月に新白岡駅が開業。住宅地の開発は、同年の第1期地区を手始めに30年以上の時間をかけて進められた。
- 1987年（昭和62年）
  - 3月31日：野牛・高岩土地区画整理事業の都市計画が決定される[9]。
  - 4月1日：南埼玉郡白岡町大字高岩の一部から新白岡一丁目 - 三丁目が成立[10][注釈 6]。なお、新白岡三丁目の一部は、前日に都市計画が決定された野牛・高岩土地区画整理事業の施行区域に含まれていた[9]。
  - 9月10日：野牛・高岩土地区画整理事業の事業計画が決定される[9]。
- 2012年（平成24年）10月1日：白岡町が市制を施行[11]。白岡市の町丁となる。
- 2015年（平成27年）10月17日：前日に野牛・高岩土地区画整理事業の換地処分が公告された[9]ことに伴い、施行区域で町名地番変更が行われ、野牛および高岩の各一部から新白岡四丁目 - 九丁目が成立[12][13][14]。また、高岩の一部が新白岡一丁目および三丁目に編入される[14]。なお、前日限りで新白岡三丁目の一部が消滅[13]。
- 2017年（平成29年）10月4日：白岡ニュータウンが2017年度グッドデザイン賞を受賞する[15][8]。

## 世帯数と人口
2023年（令和5年）10月1日時点の世帯数と人口は、以下のとおりである。
| 丁目         | 世帯数    | 人口    |
| ------------ | --------- | ------- |
| 新白岡一丁目 | 386世帯   | 1,091人 |
| 新白岡二丁目 | 522世帯   | 1,188人 |
| 新白岡三丁目 | 926世帯   | 2,158人 |
| 新白岡四丁目 | 410世帯   | 1,013人 |
| 新白岡五丁目 | 353世帯   | 865人   |
| 新白岡六丁目 | 157世帯   | 441人   |
| 新白岡七丁目 | 290世帯   | 564人   |
| 新白岡八丁目 | 432世帯   | 1,143人 |
| 新白岡九丁目 | 283世帯   | 677人   |
| 計           | 3,759世帯 | 9,140人 |

## 小・中学校の学区
市立小・中学校に通う場合、学区（校区）は以下のとおりとなる。
| 丁目         | 区域   | 小学校               | 中学校             |
| ------------ | ------ | -------------------- | ------------------ |
| 新白岡一丁目 | 全域   | 白岡市立白岡東小学校 | 白岡市立篠津中学校 |
| 新白岡二丁目 | 全域   | 白岡市立白岡東小学校 | 白岡市立篠津中学校 |
| 新白岡三丁目 | 全域   | 白岡市立白岡東小学校 | 白岡市立篠津中学校 |
| 新白岡四丁目 | 全域   | 白岡市立白岡東小学校 | 白岡市立篠津中学校 |
| 新白岡五丁目 | 全域   | 白岡市立白岡東小学校 | 白岡市立篠津中学校 |
| 新白岡六丁目 | 1 - 8  | 白岡市立白岡東小学校 | 白岡市立篠津中学校 |
| 新白岡六丁目 | 9 - 13 | 白岡市立篠津小学校   | 白岡市立篠津中学校 |
| 新白岡七丁目 | 全域   | 白岡市立篠津小学校   | 白岡市立篠津中学校 |
| 新白岡八丁目 | 全域   | 白岡市立篠津小学校   | 白岡市立篠津中学校 |
| 新白岡九丁目 | 全域   | 白岡市立篠津小学校   | 白岡市立篠津中学校 |

## 交通

### 鉄道
新白岡七丁目 - 九丁目の各東縁を東日本旅客鉄道（JR東日本）宇都宮線が通り、新白岡七丁目に新白岡駅がある。最寄り駅は、全域が新白岡駅である。

### 路線バス
地内に一般の路線バスは運行されていない。ただし、国際興業バスさいたま東営業所により、深夜急行バス「ミッドナイトアロー蓮田・久喜」が運行されており、「白岡ニュータウン入口」停留所と「新白岡駅東口」停留所がある。
- ミッドナイトアロー蓮田・久喜：大宮駅東口 → 東大宮駅西口 → 蓮田駅西口 → 蓮田西新宿 → 白岡駅西口 → 白岡ニュータウン入口 → 新白岡駅東口 → 久喜駅西口

### 道路
地内に国道は通っていない。
- 埼玉県道162号蓮田白岡久喜線
- 白岡久喜線
- 新白岡駅東口線
- 新白岡駅西口線
- 野牛篠津線
- 野牛宮代線
- 高岩団地線

## 施設
新白岡一丁目
- 新白岡つつじ公園（新白岡四丁目にまたがる）
- 新白岡けやき公園

新白岡二丁目
- 新白岡さざんか公園
- 新白岡中央公園
- 白岡ニュータウンアメニティセンタープラザ
- 新白岡くすのき公園
- 白岡市立白岡東小学校（高岩にまたがる）

新白岡三丁目
- 新白岡さくら公園
- 新白岡もみじ公園
- 高岩公園（近隣公園）
- 勤労者体育センター

新白岡四丁目
- 新白岡つつじ公園（新白岡一丁目にまたがる）
- 新白岡駅前交番

新白岡五丁目
- 新白岡駅前郵便局
- 杉の子幼稚園
- 駒形公園

新白岡六丁目
施設は特にない。
新白岡七丁目
- 白石様堀公園

新白岡八丁目
- 中ノ宮公園

新白岡九丁目
施設は特にない。